# Mikroalbuminurie
Mikroalbuminurie bezeichnet die Ausscheidung erhöhter Mengen Albumin mit dem Urin. Bei Menschen mit Diabetes mellitus oder Bluthochdruck wird eine Mikroalbuminurie bei etwa 10 bis 40 % der Betroffenen gefunden. In der Normalbevölkerung liegt die Häufigkeit der Mikroalbuminurie bei ca. 5 bis 7 %. Die Höhe der Albuminausscheidung ist ein unabhängiger Risikofaktor für das spätere Auftreten einer Nierenerkrankung, von Herz-Kreislauf-Erkrankungen wie Herzinfarkt, Schlaganfall oder Durchblutungsstörungen und für eine erhöhte Mortalität. Therapien, welche die Albuminausscheidung senken, vermindern auch das Risiko von Herz-Kreislauf-Erkrankungen. Individuelle Unterschiede in der Höhe der Albuminausscheidung sind bereits kurz nach der Geburt nachweisbar und spiegeln wahrscheinlich individuelle Unterschiede in der Funktion der Endothelzellen, der innersten Zellschicht der Blutgefäße, wider.

## Definition
Im Normalfall scheiden die Nieren erwachsener Menschen 20 bis 30 mg Albumin pro Tag im Urin aus (Normalbuminurie). Die Ausscheidung von 30 bis 300 mg Albumin innerhalb von 24 Stunden bzw. eine Albumkonzentrationen von 20 bis 200 mg/l im Urin wird als Mikroalbuminurie bezeichnet, die Ausscheidung von über 300 mg Albumin innerhalb von 24 Stunden als Makroalbuminurie oder Proteinurie. Neuerdings wird diskutiert, den Begriff Mikroalbuminurie durch „unterschwellige Albuminausscheidung“ zu ersetzen. Hintergrund ist die Missverständlichkeit des Begriffs, der eben nicht ein „kleineres“ Albuminmolekül meint, sondern sich auf eine geringe Menge an Albumin im Urin bezieht. Aktuelle internationale nephrologische Leitlinien verwenden den Begriff Mikroalbuminurie nicht mehr.

## Nachweis
Eine Mikroalbuminurie ist mit herkömmlichen Urinteststreifen nicht nachweisbar. Konventionelle Urin-Schnelltests erfassen erst eine Ausscheidung von mehr als 300 bis 500 mg Albumin am Tag. Zum Nachweis einer Mikroalbuminurie stehen verschiedene Antikörper-basierte Nachweismethoden zur Verfügung: Radioimmunassay, Nephelometrie, Immun-Turbidimetrie und ELISA. Mittels HPLC kann auch Albumin nachgewiesen werden, das nicht mit Antikörpern reagiert. Goldstandard ist die Bestimmung des Albumins in Urin, der über 24 Stunden gesammelt wurde. Durch gleichzeitige Bestimmung von Albumin und Kreatinin und Berechnung des Albumin-Kreatinin-Quotienten kann auf das Sammeln des Urins verzichtet werden: Mikroalbuminurie ist definiert durch einen Albumin/Kreatinin-Quotienten von 30 bis 300 mg/g, Makroalbuminurie durch einen Albumin/Kreatinin-Quotienten > 300 mg/g. Zur Früherkennung werden Teststreifen auf Antikörperbasis zum semiquantitativen Nachweis geringer Albuminkonzentrationen im Urin eingesetzt.

## Pathophysiologie
Albumin ist ein relativ großes, negativ geladenes Protein (Molekülmasse 69 kDa, Größe 36 Å). Bevor Albumin in den Urin gelangt, muss es im Nierenkörperchen die Kapillarwand passieren. Die Endothelzellen des Nierenkörperchens besitzen auf der Zellmembran eine stark negativ geladene Glykokalix. Die Poren der Nierenkörperchen bilden eine größen- und ladungsspezifische Filtrationsbarriere und hindern das negativ geladene Albumin am Durchtritt. 99 % des Albumins, das die Blut-Harn-Schranke dennoch passiert, wird durch die Zellen im vordersten Abschnitt der Nierenkanälchen, den proximalen Tubuluszellen, zurückgewonnen (rückresorbiert) und abgebaut. Bluthochdruck und Diabetes erhöhen den Druck im Nierenkörperchen und steigern so die Menge des filtrierten Albumins. Zusätzlich kann ein zu hoher Blutzucker (Hyperglykämie) die negative Ladung der glomerulären Kapillarendothelzellen vermindern und so die Durchlässigkeit der Blut-Harn-Schranke für Albumin erhöhen. Überschreitet die filtrierte Menge an Albumin die Kapazität der Zellen des proximalen Tubulus zur Rückresorption, oder ist diese aufgrund einer Schädigung der proximalen Tubuluszellen vermindert, steigt die Albuminausscheidung im Urin an, es kommt zunächst zur Mikroalbuminurie und mit weiter zunehmender Schädigung zur Makroalbuminurie oder Proteinurie.

## Epidemiologie
Bei 20 bis 40 % der Diabetiker, bei denen keine Nierenerkrankung bekannt ist, lässt sich eine Mikroalbuminurie nachweisen (Prävalenz). Pro Jahr tritt bei 2 bis 2,5 % der Diabetiker mit normaler Albuminausscheidung erstmals eine Mikroalbuminurie auf (Inzidenz). Typ-1-Diabetiker sind besonders gefährdet, wenn sie einen erhöhten Bauchumfang aufweisen.
Bei Patienten mit Bluthochdruck ist eine Mikroalbuminurie bei ca. 8 bis 23 % der Betroffenen nachweisbar. In der Normalbevölkerung findet sich eine Mikroalbuminurie bei 5 bis 7 % der untersuchten Personen.

## Mikroalbuminurie als Risikofaktor
Bei Patienten mit Diabetes mellitus markiert das Auftreten einer Mikroalbuminurie den Übergang vom Frühstadium der Nierenbeteiligung mit erhöhter glomerulärer Filtrationsrate (Stadium der Hyperfiltration) in das Stadium des zunehmenden Nierenfunktionsverlustes. Bei Menschen, die nicht an Diabetes mellitus leiden, weist eine Mikroalbuminurie auf ein erhöhtes Risiko hin, in den nächsten Jahren an einer manifesten Nierenkrankheit zu erkranken.
Diabetiker mit Mikroalbuminurie haben im Vergleich zu Diabetikern mit normaler Albuminausscheidung ein etwa 2,4-fach erhöhtes Risiko, an Herz-Kreislauf-Komplikationen zu versterben. Auch bei Menschen mit Bluthochdruck (Hypertonikern) und in der Normalbevölkerung ist bei Nachweis einer Mikroalbuminurie das Risiko, innerhalb der nächsten fünf Jahre an einer Herz-Kreislauf-Erkrankung zu erkranken (Morbidität) oder zu versterben (Mortalität) erhöht. Zudem erhöht die Mikroalbuminurie das Risiko, an einer Demenz
oder einer venösen Thromboembolie zu erkranken.
Selbst wenn die Albuminausscheidung noch im Normalbereich (Albumin/Kreatinin-Quotient <25 mg/g) liegt, sind höhere Werte mit einem erhöhten Risiko assoziiert, im weiteren Leben an Bluthochdruck zu erkranken.

## Screening
Die Untersuchung auf Mikroalbuminurie wird bei Diabetikern zur Früherkennung einer Nierenbeteiligung eingesetzt. Bei Patienten mit Bluthochdruck dient der Nachweis einer Mikroalbuminurie zur Identifizierung der Individuen mit erhöhtem kardiovaskulärem Risiko, die von einer intensiveren Behandlung des Bluthochdrucks profitieren.

## Therapie
ACE-Hemmer und AT1-Antagonisten können bei Diabetikern das Neu-Auftreten einer Mikroalbuminurie verhindern und bei Diabetikern und Hypertonikern eine Mikroalbuminurie bessern. Eine Senkung der Albuminausscheidung führt zu einer Verminderung des Risikos, an Herz-Kreislauf-Krankheiten zu erkranken.

## Leitlinien
Die Leitlinie der Nationalen Nierenstiftung der USA empfiehlt, Patienten mit Diabetes jährlich auf das Vorhandensein einer diabetischen Nephropathie zu untersuchen, sofort nach Diagnose eines Typ 2 Diabetes und ab dem 5. Jahr nach Diagnose eines Typ 1 Diabetes. Wird in 2 von 3 Urinproben eine Mikro- oder Makroalbuminurie festgestellt, liegt eine chronische Nierenschädigung vor. Eine diabetische Nephropathie liegt mit großer Wahrscheinlichkeit vor bei Makroalbuminurie, bei Mikroalbuminurie nach mindestens 10-jähriger Dauer eines Typ 1 Diabetes oder bei Mikroalbuminurie und gleichzeitig bestehender diabetischer Netzhautschädigung (diabetische Retinopathie). Bei diabetischer Nephropathie sollte mit einem ACE-Hemmer oder einem AT1-Antagonisten behandelt werden. Der Blutdruck sollte auf Werte unter 130/80 mmHg eingestellt werden.
Die Leitlinien zur Diagnostik und Behandlung der arteriellen Hypertonie der Deutschen Hochdruckliga  empfehlen die Bestimmung der Mikroalbuminurie bei allen Diabetikern und, soweit möglich, auch bei nicht-diabetischen Patienten mit Hypertonie. Bei Nachweis einer Mikroalbuminurie werden eine aggressive Blutdrucksenkung sowie eine medikamentöse Blockade des Renin-Angiotensin-Systems empfohlen.